# Apărarea lui Socrate (Platon)
Apărarea lui Socrate (în greacă veche Ἀπολογία Σωκράτους) este un dialog socratic scris de filosoful grec Platon, discipol al lui Socrate. Apologia este versiunea scrisă de Platon a discursului lui Socrate de apărare împotriva acuzațiilor de a fi fost un om „care a corupt tineretul, nu a crezut în zeii atenieni și a creat noi zeități”. Cuvântul „apologie” are aici sensul primar, de discurs întru apărarea credințelor sau unor acțiuni care reies din anumite argumentări filosofice.

## Introducere
Apologia începe cu declarația lui Socrate despre faptul că el nu știe dacă poporul Atenei (care constituie curtea) nu a fost deja convins de către reclamanții săi. Această declarație este de o importanță capitală pentru întregul discurs. Platon adesea începe dialogurile socratice cu cuvinte care indică ideea centrală a textului. În cazul apologiei sunt cuvintele „Eu nu știu...”, care susțin sugestia lui Socrate că filosofia începe cu admiterea sinceră a ignoranței, și înțelepciunea, pe care o are, provine de la cunoștința sa că nu știe nimic.
Socrate roagă juriul să fie judecat nu conform forțelor sale oratorice, ci conform adevărului. Socrate nu va folosi cuvinte ornamentate și expresii care sunt cu grijă aranjate, dar va exprima gândurile întâmplatoare care îi vin în minte. El va folosi aceleași cuvinte care sunt auzite în adunări și la mesele de schimb a banilor. În comparație cu oamenii care l-au denunțat, Socrate este un orator bun, este elocvent și reușește să convingă pe unii dintre judecători, dar nu a fost găsit nevinovat și este condamnat la pedeapsa penală prin otrăvire.

## Acuzațiile împotriva lui Socrate
Socrate spune că trebuie să dezmintă două seturi de acuzații: unul vechi care îl acuză ca fiind infractor, în calitate de persoană care face cercetări despre cer și pământ; și unul recent precum că a corupt pe cei tineri și a crezut în forțe supranaturale inventate de el și nu în zeii recunoscuți de stat.
Socrate începe apărarea prin denunțarea acuzațiilor vechi, care au provenit din bârfe și prin urmare nu pot fi admise de către curte. Așa numitele „acuzații informale” sunt parafrazate de Socrate în limbajul unor acuzații legale: „Socrate a comis o nedreptate, pentru că el cercetează lucrurile de sub pământ și din cer, transformă un argument slab într-unul puternic, și îi învață pe alții să-i urmeze exemplul”. Toate aceste acuzații vin de la un poet comic și anume Aristofan. În piesa lui Arisfofan, „Norii”, Socrate este prezentat ca un ateu care este preocupat de sofisme.
Socrate își continuă apărarea prin afirmația că el nu poate fi sofist, deoarece ei sunt înțelepți (sau așa le merge numele) și sunt bine plătiți. El, în schimb, este sărac și nu știe nimic bun și nobil.